# ام رومان
ام رومان (با نام کامل زینب بنت عامر بن عویمر بن عبد شمس بن عتاب الکنانیة)، (درگذشته ۶ هجری) همسر ابوبکر و مادر عایشه و عبدالرحمن بن ابی‌بکر بود. ام رومان اصالتاً اهل مصر بود و ابوبکر او را از بندر اسکندریه به عربستان آورده بود.